# Оттесен, Сёльви
Сёльви Гейр Оттесен Йоунссон (исл. Sölvi Geir Ottesen Jónsson; род. 18 февраля 1984, Рейкьявик) — исландский футболист. Бывший игрок сборной Исландии.

## Биография
Оттесен родился в столице Исландии Рейкьявике и окончил футбольную академию клуба «Викингур». Дебютировал за взрослую команду в 2001 году в возрасте 17 лет. В 2004 году Сёльви Оттесен покинул Исландию и уехал играть в шведскую команду «Юргорден», за которую в 35 матчах забил 2 гола и стал чемпионом Швеции.
В 2008 году он перебрался в датскую Суперлигу, сначала в клуб «Сённерйюск» (54 матча, 6 голов), а затем в один из сильнейших клубов Дании — «Копенгаген» (43 матча, 8 голов). В составе столичной команды Оттесен дважды становился чемпионом Дании и один раз обладателем национального Кубка.
У Оттесена имеется опыт выступления в еврокубках. В матче квалификации Лиги Чемпионов 2010/11 против «Русенборга» Оттесен забил единственный гол во встрече, позволивший «Копенгагену» пройти в групповой этап турнира.
Первый матч в составе национальной сборной Оттесен провёл в 2005 году.
С сезона 2013/14 выступал за «Урал». В ноябре-декабре 2013 года признавался болельщиками «Урала» лучшим игроком месяца.
19 февраля 2015 года Оттесен перешёл в китайский «Цзянсу Сайнти».
После сезона 2021 объявил о завершении футбольной карьеры.

## Достижения
- Чемпион Швеции (1): 2005
- Обладатель Кубка Швеции (2): 2004, 2005
- Чемпион Дании (2): 2010/11, 2012/13
- Обладатель Кубка Дании (1): 2011/12
- Чемпион Исландии (1): 2021
- Обладатель Кубка Исландии (2): 2019, 2021